# Аббадити

Аббадити в 1080 році

Аббадити — династія мавританських правителів, що правили в Південній частині Піренейського півострова з 1031 по 1091 роки. Династія заснована в Севільї Мухаммедом Аббадом після падіння Кордовського халіфату і була повалена Юсуфом ібн Ташфін з династії Альморавідів.
Династія Аббадитів правила протягом 60 років і за цей час в ній змінилося 3 правителя: Аббад I, Аббад II аль-Мутадід і Мухаммад II Аль-Мутамід ібн Аббад.

## Аббад I (1023—1042)
Аббад I був родом із Сирії. C 1023 він служив кадієм, а після падіння Кордовського халіфату зумів зберегти самостійне положення і був визнаний сюзереном більшої частини еміратів (тайф) халіфату. Аббад I безперервно і успішно вів війни проти Фердинанда I Кастильского і Раміро I Арагонського, а також проти дрібних мусульманських правителів.

## Аббад II аль-Мутадід (1042—1069)
Син Аббада I — Аббад II аль-Мутадід («Одержувач допомоги [від Аллаха]») був войовничим і жорстоким правителем. Він підкорив собі багатьох маврських князів і правителів Південної Іспанії.

## Аль-Мутамід ібн Аббад (1069—1091)
Мухаммад ібн Аббад Аль-Мутамід («Той, хто сподівається, надіється») був відомий своєю любов'ю до наук і поезії. При ньому була завойована Кордова і остаточно підкорена Малага. 1085 року Аль-Мутамід ібн Аббад об'єднався з правителями Альмерії, Гранади, Баходоса і Валенсії у війні проти Альфонсо VI Кастильського. Ведення війни було доручено Юсуфу ібн Ташфіну, еміру з династії Альморавідів. У 1086 році він остаточно переміг Альфонсо і його союзників у битві при Заллаці, а потім вирішив підкорити всю Іспанію. Аль-Мутамід ібн Аббад звернувся за допомогою до Альфонсо, але був розбитий і в 1091 році був примушений здатися у взятій штурмом Севільї. Аль-Мутамід ібн Аббад був відправлений у Агмату і поміщений у в'язницю, де й помер у 1095 році.